# Borough of Gedling
Borough of Gedling är ett distrikt (motsvarande kommun) i grevskapet Nottinghamshire i England, Storbritannien. Distriktet har 117 730 invånare (2022). Större orter är Arnold och Carlton. Distriktet är indelat i tolv civil parishes, förutom området kring orterna Arnold och Carlton som inte är indelat i civil parishes.